# Гелієва планета

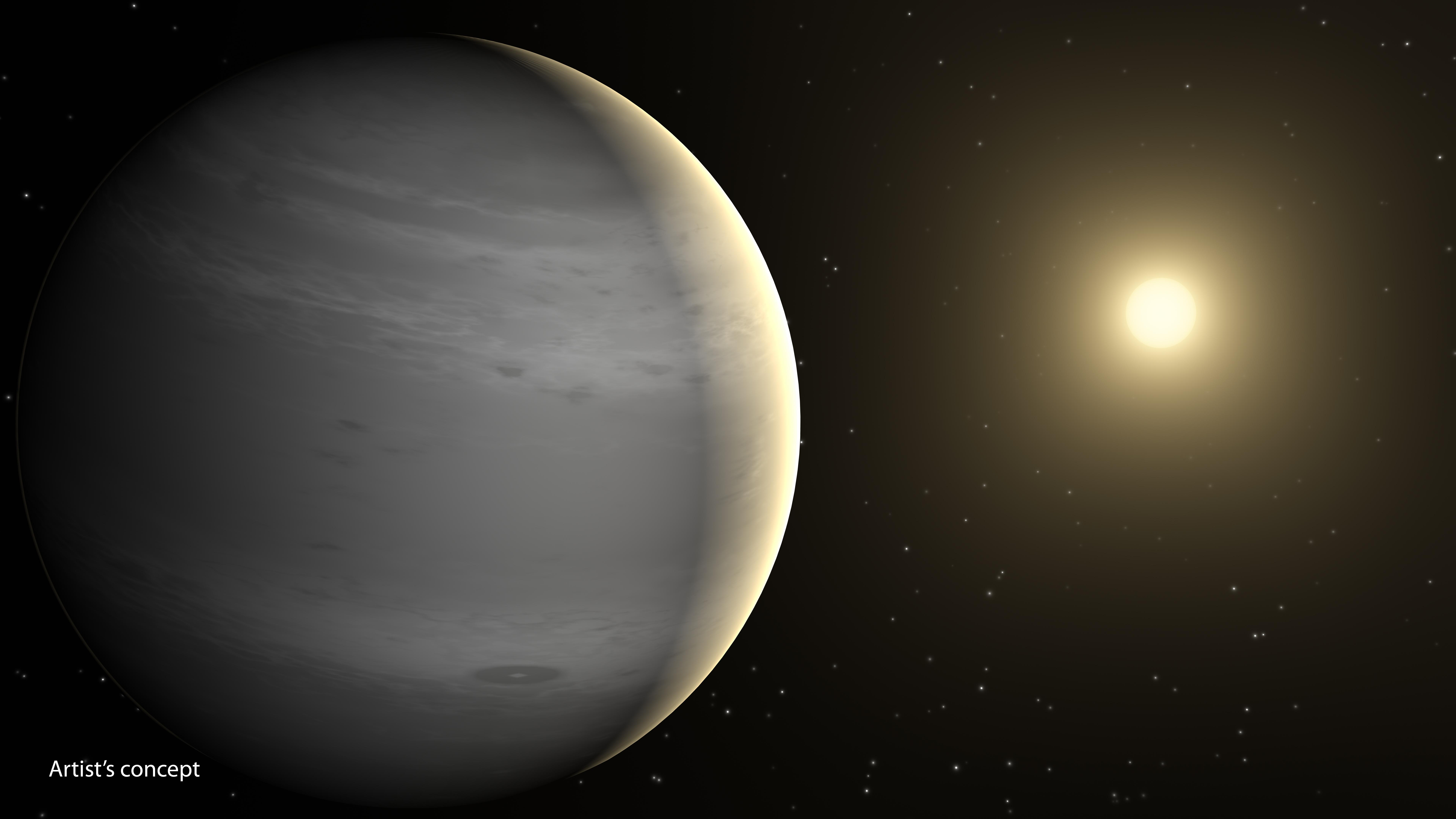
Гелієва планета в уявленні художника.

Гелієва планета — теоретичний різновид екзопланет, які утворюються з маломасивних білих карликів шляхом втрати маси. Звичайні газові гіганти, такі як Юпітер і Сатурн, складаються більшою частиною з водню, меншою — з гелію. Гелієва планета, однак, формується в середовищі, збідненому воднем, оскільки весь водень перероблено материнською зорею на гелій.

## Теорія
Є кілька теоретичних уявлень про те, як могли б сформуватися гелієві планети.

### Випаровування водню з гігантських планет

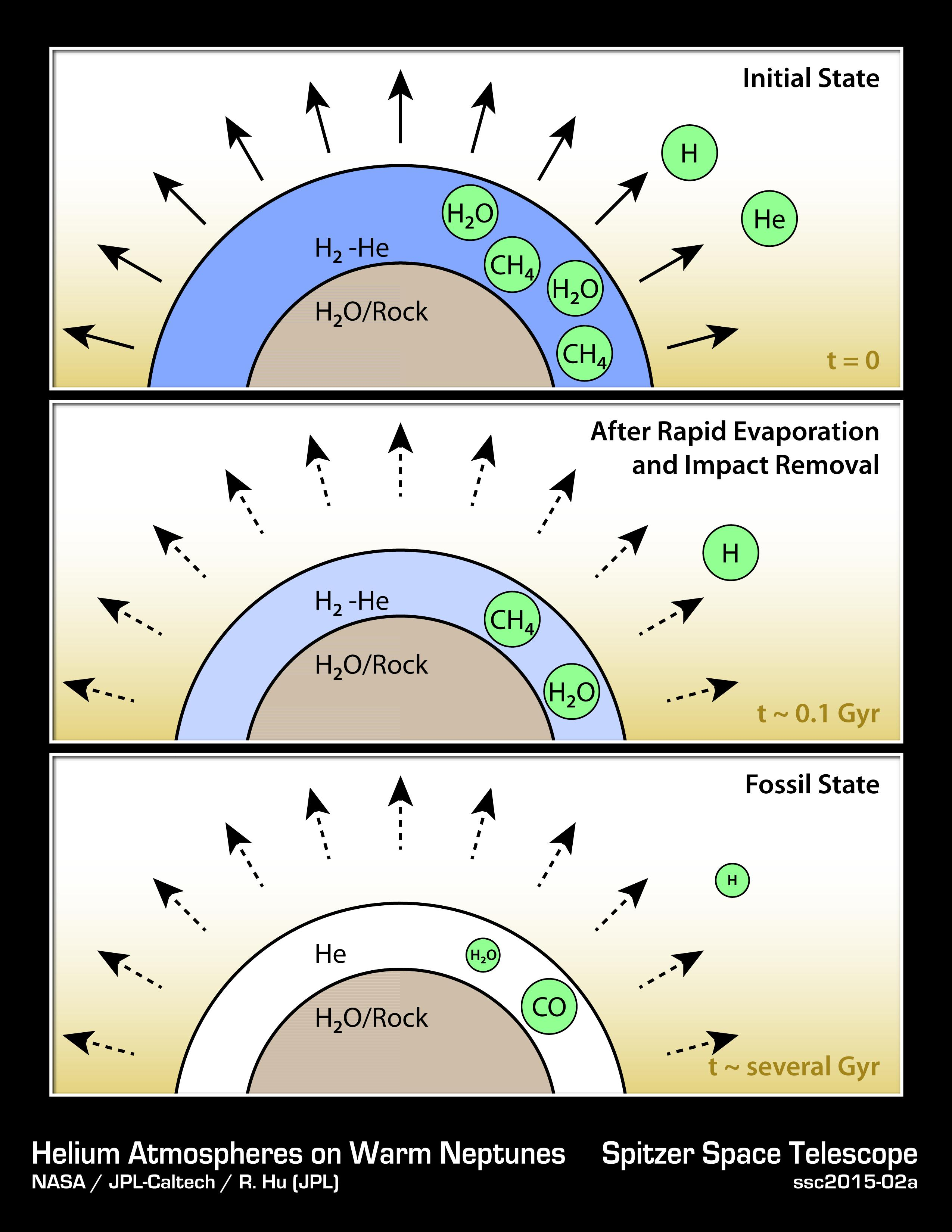
Формування гелієвої планети на прикладі Gliese 436b.

Гелієва планета може утворюватися шляхом втрати водню газовою планетою, що обертається близько до зорі. За рахунок випаровування зоря позбудеться легких газів набагато швидше, ніж важчих, і з часом це може призвести до майже повної втрати водню, хоча більша частина гелію залишиться.
Сценарій утворення гелієвих планет (на відміну від звичайних планет-гігантів) реалізується у разі перебування газового гіганта на близькій до зорі орбіті. Водень ефективно википить з атмосфери й уникне гравітаційного захоплення цією планетою. Атмосфера планети відчуватиме великі витрати енергії; легкі гази легше випаровуються, ніж важкі, тому частка гелію в залишковій атмосфері буде неухильно зростати. Такий процес триватиме до стабілізації й майже повної втрати всього водню близько 10 мільярдів років (залежно від конкретних фізичних умов на планеті й зорі). Гарячі нептуни є кандидатами для такого сценарію.
Втрата водню також призводить до зникнення з атмосфери метану. На крижаних гігантах метан природно утворює цикл плавлення, випаровування, подальшої рекомбінації й конденсації. Але після втрати водню більша частина атомів вуглецю не матиме можливості сполучатися з воднем в атмосфері, і з плином часу це призведе до зникнення метану з атмосфер гарячих гігантів.

### Кипіння білих карликів
Гелієва планета також може утворюватися з маломасивного білого карлика шляхом втрати маси. Втрата маси перетворить його на велетенську планету протягом тривалого часу, і ця планета буде автоматично збіднена воднем.
Один зі сценаріїв передбачає симбіотичну подвійну зорю типу AM Гончих Псів, що складається з двох гелієвих ядер білих карликів, оточених гелієвим акреційним диском, утвореним внаслідок перетікання речовини від менш масивного до масивнішого білого карлика.